# Victor Lebrun
Victor Lebrun, noto in Russia come Виктор Анатольевич Лебрун (Parigi, 19 luglio 1882 – Le Puy-Sainte-Réparade, 1º settembre 1979), è stato uno scrittore e attivista francese, che trascorse parte della propria vita in Russia, divenendo segretario personale di Lev Tolstoj. Fu, assieme a Vladimir Čertkov, tra i più noti tolstoiani, cioè seguaci e divulgatori della dottrina morale di Tolstoj.

## Biografia
Nato a Parigi, visse a Karakul (in Uzbekistan) dal 1887 al 1896. Poi la madre lo portò a Vladivostok, dove il padre lavorava come capo settore nella costruzione della ferrovia Transcaspiana. Lì, nel cuore del Turkestan, rimase dal 1896 al 1900 (fino all'età di diciotto anni) assieme alla famiglia.
Il dolore per la morte del padre lo spinse a cercare nella letteratura clandestina una proposta di vita che potesse dare una risposta alla sua inquietudine giovanile, soddisfacendo al tempo stesso il desiderio, assillante per Lebrun, di spendere in qualche modo le proprie energie per il bene dell'umanità:
Nel 1900, dopo aver letto alcuni scritti di Tolstoj vietati dalla censura e in particolare Della vita – l'opera in cui lo scrittore russo ricercava nell'etica del Cristianesimo le risposte alle inquietudini del nichilismo – Lebrun partì alla volta di Jasnaja Poljana, residenza di Tolstoj, con la ferma volontà di discutere con lui faccia a faccia attorno ai grandi temi dell'esistenza. Sperava anche di trovare un'occupazione onesta:
Strinse amicizia con Tolstoj. Poi si recò da Dušan Makovitskij, stette per due mesi in Austria dalla propria sorella e tornò a viaggiare con la madre, imparando intanto il mestiere del falegname e scambiando frequentemente lettere con Tolstoj.
Lasciò la madre a Tiflis e si stabilì nel Caucaso, dove trovò lavoro in campagna (grazie a una raccomandazione di Tolstoj) presso una proprietà agricola. Qui visse tre anni particolarmente formativi:
Nel 1906 tornò a Jasnaja Poljana, dove divenne segretario personale di Tolstoj. In seguito scrisse un memoriale di quegli anni, intitolato Lev Tolstoj Souvenirs d'ami et de secrétaire.
Dal 1927 al 1979 visse in Francia, dove si fece anche promotore dell'esperanto. Morì all'età di 97 anni.